# Sławomir Jóźwik
Sławomir Jóźwik (ur. 13 listopada 1960 w Warszawie) – polski producent, reżyser, aktor.

## Życiorys
Ukończył Studium Aktorskie przy Teatrze Wybrzeże w Gdańsku w 1984, a także studia na wydziale Produkcji Audiowizualnej Akademii Filmowej im. Miroslava Ondříčka w Písku (Czechy). Pracował w teatrach w Gdańsku, Białymstoku i Warszawie. Po odejściu z zawodu aktora na początku lat 90. został producentem telewizyjnym i filmowym. Był pomysłodawcą i współautorem scenariusza, koncepcji, a także współproducentem Pawilonu Polskiego na Światowej Wystawie Expo 2000 w Hanowerze w Niemczech – za tę działalność otrzymał z rąk premiera Buzka Srebrny Krzyż Zasługi. Pracował społecznie w Zarządzie Krajowej Izby Producentów Audiowizualnych. W latach 2005–2007 był koproducentem wielkich filmowych produkcji międzynarodowych, takich jak film Jan Paweł II z Jonem Voightem w roli Jana Pawła II we współpracy z RAI, CBS i TVP, czy też epicki serial na podstawie powieści Lwa Tołstoja Wojna i Pokój. Koproducenci to: RAI, France 2, ZDF, TVE, Channel Rossia, Polsat. W latach 2007–2009 był dyrektorem Agencji Filmowej w Telewizji Polskiej S.A. (do 30 czerwca 2009). Od września 2008 do jesieni 2011 sprawował funkcję Sekretarza Rady Polskiego Instytutu Sztuki Filmowej. Obecnie prywatny przedsiębiorca – producent filmowy i telewizyjny.

## Dorobek artystyczny i producencki

### Filmy dokumentalne
- Obrazki z muru – TVP Pr. 2. 1994
  - Sc. i reż. Grzegorz Płocha
  - Producent: Sławomir Jóźwik
  - film dokumentalny o przemianach strukturalnych w polskim więziennictwie po odzyskaniu niepodległości 1989 roku na podstawie wybranych 3 więzień.
- Wróżbita z ulicy Czackiego – TVP pr. 1, 1994
  - sc. i reż. Mateusz Dzieduszycki
  - Producent: Sławomir Jóźwik
  - film o życiu i działalności politycznej Henryka Krzeczkowskiego
- Hertz – TVP pr. 1, 1995
  - sc. i reż. Adam Pawłowicz
  - Producent: Sławomir Jóźwik
  - film dokumentalny o Pawle Hertzu.
- Stańczycy – TVP pr. 1, 1995 r.
  - sc. i reż. Dariusz Małecki
  - Producent: Sławomir Jóźwik
  - film o krakowskim środowisku „Stańczyków” i jego niegdysiejszym i obecnym znaczeniu dla polskiej myśli politycznej
- Stan zapalny TVP Pr. I, 1997
  - sc. Krzysztof Krauze i Jerzy Morawski
  - reż. Krzysztof Krauze
  - Producent: Sławomir Jóźwik
  - Dokument. Młodzi ludzie (strażacy ochotniczej straży pożarnej) w małym miasteczku masowo podpalają dobytek swoich sąsiadów.
- Kochany Panie Prezycencie TVP Pr. 1 1998
  - Sc. Janusz Horodniczy i inni
  - Reż. Krzysztof Wojciechowski
  - Dokument. Tragiczne indywidualne historie ludzi żyjących w czasie reżimu stalinowskiego w Polsce pokazywana na podstawie listów z prośbami o ułaskawienie pisanych przez rodziny niewinnie skazanych więźniów do Bolesław Bieruta
- Egzekucja, TVP Pr. 2, 2000
  - sc. Jerzy Morawski
  - reż. Jerzy Krysiak, Jerzy Morawski,
  - Producent: Sławomir Jóźwik
  - Prawdziwe losy bohaterów filmu fabularnego K. Krauzego Dług. Rozważania na temat winy i kary. Obraz Polski początku lat 90.
- Blisko Ciebie, RTL7, 2000/2001
  - scen. i real. Dariusz Małecki, Sławomir Jóźwik z zespołem
  - Producent: Sławomir Jóźwik
  - Cykl ośmiu godzinnych filmów dokumentalnych przedstawiających ciekawe środowiska, lub zjawiska składające się na obraz polskiej rzeczywistości.
- Bułeczkarz z Przemyśla, TVP Pr. I 2000
  - scen. i real. J. Morawski
  - Producent: Sławomir Jóźwik
  - Dokument. Historia z początku lat 80.opowieść o Kazimierzu Szumańskim- dostawcy bułeczek, oskarżonym o malwersacje.
- Żelazo, TVP Pr. I, 2005/6
  - Scen. i real. Jerzy Morawski
  - Producent: Sławomir Jóźwik
  - Dwuczęściowy film dokumentalny poświęcony prawie zapomniane już aferze jaką była tzw. Afera Żelazo. Realizatorzy dotarli do nieznanych sensacyjnych wątków i postaci występujących w tej historii.

### Filmy edukacyjne i popularnonaukowe
- ABC Zawodów, TVP, Pr. I, 1996
  - 10 odcinków. Program poradnikowy i edukacyjny. Interesujące zawody.
  - Sc. R. Miękus
  - Real. R. Miękus
  - Producent: Sławomir Jóźwik
- Wieści ze Świata, TVP, Pr.I, 1998-2000
  - 20 odcinków. Historyczno-edukacyjny. Historia ludzkości przedstawiona w formie programu informacyjnego z olbrzymią zawartością animacji komputerowej 3D. Docelowo 30 odcinków.
  - Scenariusz: Sławomir Jóźwik, Maciej Szelachowski
  - Reżyseria Maciej Szelachowski, Sławomir Jóźwik
  - Producent: Sławomir Jóźwik
- Poszukiwacze zagubionych cywilizacji –TVP Pr.I, 2000/2001
  - 7-odcinków. Serial dokumentalny (popularnonaukowy) przedstawiający dokonania polskich archeologów na stanowiskach archeologicznych całego świata.
  - Scen. Sławomir Jóźwik, Maciej Szelachowski
  - Reż. Maciej Szelachowski, Sławomir Jóźwik
  - Producent: Sławomir Jóźwik
- Aleksander Wolszczan – astrofizyk
  - Film poświęcony słynnemu polskiemu astronomowi – odkrywcy pierwszych planet poza układem słonecznym – realizowany w USA, Puerto Rico i w Polsce.
  - Scenariusz i reżyseria: Sławomir Jóźwik
  - Producent: Sławomir Jóźwik

### Serie telewizyjne i programy rozrywkowe
- Parada Pradziada TVP1, 1994/6
  - 16 odcinków. Serial filmowy – rozrywkowy zrealizowany w formie inscenizowanej Kroniki Filmowej sprzed 100 lat. Serial powstał na podstawie artykułów prasy dziewiętnastowiecznej. (Taśma światłoczuła.)
  - Scenariusz: Sławomir Jóźwik, Maciej Szelachowski, Wojciech Tomczyk
  - Reż. Maciej Szelachowski
  - Producent: Sławomir Jóźwik
- Honor dla niezawansowanych – TVP, Pr. I, 1996/7
  - 16 odcinków. Serial rozrywkowy zrealizowany na podstawie przedwojennego Polskiego Kodeksu Honorowego Boziewicza – czyli jak nasi dziadkowie pojmowali pojęcie honoru. (Taśma światłoczuła.)
  - Scenariusz: Ryszard Maciej Nyczka i Maciej Szelachowski
  - Reżyseria: Ryszard Maciej Nyczka i Maciej Szelachowski
  - Producent: Sławomir Jóźwik
- A to Polska właśnie – TVP, Pr. I, 1999/2001
  - 23 odcinki. W rozrywkowej, lekkiej formie prezentujących najciekawsze polskie miasta i ich społeczności – m.in. Gniezno, Tarnów, Rzeszów, Białystok, Płock, Kielce, Włocławek itp.
  - Scenariusz: Maciej Orłoś, Andrzej Kotkowski, Wojciech Tomczyk
  - Realizacja: Andrzej Kotkowski
  - Producent: Sławomir Jóźwik, Wojciech Tomczyk
- Zamczysko – TVP, Pr. I, 1998/9
  - 6 odcinków. Wielkie widowisko rozrywkowo – historyczne i turniej rodzinny rozgrywającego się w polskich zamkach – (Niedzica, Gniew).
  - Scenariusz i reżyseria: Sławomir Joźwik, Krzysztof Grabowski.
  - Producenci: Sławomir Jóźwik i Krzysztof Grabowski
- Muzyka kina – TVP, 1999
  - 3 odcinki. Seria przedstawiająca twórców polskiej muzyki filmowej od czasów przedwojennych do dziś
  - Scenariusz: Sławomir Jóźwik, Wojciech Tomczyk,
  - Reżyseria: Sławomir Jóźwik
  - Producent: Sławomir Jóźwik
- Tak jak w kinie – TVP, TV Polonia, 1998/2000
  - 32 odcinki. Program zrealizowany w formie rankingu przedstawiający najlepsze polskie filmy i ich twórców.
  - Scenariusz: Sławomir Jóźwik
  - Realizacja: Monika Jóźwik, Sławomir Jóźwik,
  - Producent: Sławomir Jóźwik
- Damczesław Jarząbek – RTL7 – 1999
  - 30 odcinków (klipów). Programu rozrywkowy – prezentuje bardziej i mniej znane piosenki podwórkowe i filmowe, śpiewane przez amatorski (złożony z aktorów i scenarzystów!) chór „niezmieszany” (męski), którego patronem jest tajemniczy Damczesław Jarząbek.
  - Scenariusz: Sławomir Jóźwik, Wojciech Tomczyk
  - Reżyseria: Sławomir Jóźwik
  - Producent: Sławomir Jóźwik
- Damczesław Jarząbek – making off – RTL7 – 1999
  - 1 odcinek. Powstał 40 min. film dokumentalny (emitowany w Prima Aprilis) opisujący życie codzienne członków zespołu.
  - Scenariusz: Sławomir Jóźwik, Wojciech Tomczyk
  - Reżyseria: Sławomir Jóźwik
  - Producent: Sławomir Jóźwik

### Seriale fabularne, filmy i koprodukcje międzynarodowe
- Zaginiona – Program 1 TVP S.A. – 2002
  - 7 odcinków. Serial fabularny opowiadający o zaginięciu młodej dziewczyny i poszukiwaniach jej przez najbliższą rodzinę. Emisja serialu przyniosła TVP sukces w postaci znakomitej oglądalności i doskonałych recenzji.
  - Scenariusz: Wojciech Tomczyk
  - Reżyseria: Andrzej Kostenko
  - Producent: Sławomir Jóźwik (wystąpił także w roli znajomego Magdy opowiadającego o sekcie Raj), Wojciech Tomczyk
- Magiczne Drzewo – Program 1 TVP S.A. – 2004/5
  - 2 odcinki. Serial fabularny dla dzieci i młodzieży opowiadający o perypetiach związanych z przedmiotami zrobionymi z magicznego drzewa. Filmy zdobyły liczne nagrody międzynarodowe.
  - Scenariusz: Andrzej Maleszka
  - Reżyseria: Andrzej Maleszka
  - Producent: Sławomir Jóźwik
- Papież Jan Paweł II – STF Projektor, Baltmedia, LuxVide, RAI Fiction, CBS, TVP, Gruppo Intereconomia, TVE – 2005/6
  - Scen. i reż. John Kent Harrison
  - Koproducenci: Sławomir Jóźwik i Krzysztof Grabowski
  - Serial (4 × 45 min) i film do kin (126 min) zrealizowany na podstawie biografii papieża Jana Pawła II. A filmie zagrali aktorzy kina amerykańskiego, Jon Voight, Christopher Lee, Cary Elwes, James Cromwell, Ben Gazzara i inni. Do kina na film przyszło około 2 mln osób zaś wersja Tv przyniosła ponad 30% oglądalność. Budżet 26 mil. Euro.
- Wojna i Pokój – STF Projektor, Baltmedia, LuxVide, RAI Fiction, ZDF, France 2, Channel Rossia, Gruppo Intereconomia, Polsat, TVE, 2006/7
  - Scen. Enrico Medioli (Dawno temu w Ameryce) i inni
  - Reż: Robert Dornhelm
  - Muz. Jan Kaczmarek
  - Koproducenci: Sławomir Jóźwik i Krzysztof Grabowski
  - Obsada: Malcolm McDowell, Brenda Blethyn, Clémence Poésy i inni.
  - Serial Tv – 4 × 100 minut. Ekranizacja wielkiej epopei Lwa Tołstoja pod tym samym tytułem. Budżet 38 mil. Euro.
- 1920. Wojna i miłość – Dione Filom Ltd.dla TVP S.A.
  - Serial telewizyjny 13 × 45 minut. Historia walki o polską niepodległość w wojnie 1920 roku z Bolszewikami.
- Komisarz Alex – Water Color Studio Ltd. dla TVP S.A.
  - Serial telewizyjny 13 × 45 minut. Komediowo-kryminalny serial o psie policyjnym Alexie rozwiązującym wraz ze swoim partnerem Komisarzem Bromskim skomplikowane zagadki kryminalne. Zrealizowali już 13 sezonów serialu.

## Filmografia (aktor)
- 1985: Przyłbice i kaptury – dowódca orszaku królewskiego (odc. 8)
- 1987: Zamknąć za sobą drzwi – Jugosłowianin, człowiek Babica
- 1987: 07 zgłoś się – Jugosłowianin, człowiek Babica (odc. 19)
- 1987: Miłość albo małżeństwo – Tom
- 1988–1990: W labiryncie – Marian, brat Marka Siedleckiego
- 1989: Lawa – Jeden z młodych w „Salonie Warszawskim”
- 1995: Cyrkowa pułapka – Jarosław
- 1999: Dług – Matczak, właściciel sklepu, dłużnik Stefana
- 2000: Wielkie rzeczy – przedstawiciel Renault (cz. 2)
- 2002: Kobieta z papugą na ramieniu – bliźniacy na drodze
- 2003: Zaginiona – znajomy Magdy opowiadający Jackowi o sekcie „Raj” (odc. 4)
- 2003: Siedem przystanków na drodze do raju – Człowiek z Misiem
- 2004: Mało upalne lato – wydawca
- 2006: Plac Zbawiciela – członek zarządu wspólnoty mieszkaniowej
- 2006: Kryminalni – „Mokry” (odc. 64 i 65)
- 2006–2007: Kopciuszek – Marcello
- 2010: 1920. Wojna i miłość – woźnica (odc. 8)